# کریو تکنالوجیز
کریو تکنالوجیز (انگلیسی: Kerio Technologies) شرکت فناوری اطلاعات آمریکایی است، که در سال ۲۰۰۱ تأسیس شد.